# Max Bär
Max Baer (né le 21 octobre 1855 à Groß Schacksdorf, arrondissement de Sorau (de) et mort le 16 mai 1928 à Coblence) est un historien allemand et archiviste de la fonction publique prussienne.

## Biographie
Max Bär est le fils du pasteur Anton Gottlieb Baer (1818-1864) et de sa femme Dorothea née Bernstorff. Lorsqu'il a neuf ans, son père est décédé. En raison de problèmes financiers, sa mère déménage avec son fils à Cottbus. Bien qu'elle espère qu'il devienne pasteur comme son père, Bär étudie l'histoire, la philologie et les sciences auxiliaires historiques à l'université de Leipzig et obtient son doctorat à l'université d'Iéna en 1880. Pendant ses études, il devient membre de Leipziger Burschenschaft Germania en 1875.
Le 1er août 1880, il commence sa carrière dans l'administration prussienne des archives : il occupe le poste à Posen jusqu'en 1883, à Coblence jusqu'en 1888, à Stettin jusqu'en 1896 et à Hanovre jusqu'en 1897. Cette année-là, il devient directeur par intérim des Archives d'État d'Osnabrück et est peu après nommé définitivement à leur tête. Le 15 août 1901, il devient directeur des Archives d'État de Dantzig, créées peu de temps auparavant. À l'automne 1912, il est nommé directeur des archives d'État de Coblence (de), où il reste dix ans jusqu'à sa retraite.
Bär introduit dans les archives une méthode de classement qui est encore utilisée aujourd'hui (principe de Bär). En outre, il contribue à onze articles de l'Allgemeine Deutsche Biographie.
Le 9 avril 1889, Max Bär se marie avec Margarete Zitelmann, qui donne naissance à un fils et une fille. Il meurt le 16 mai 1928 à Coblence et est enterré aux côtés de sa femme. La rue Max-Bär à Coblence-Wallersheim honore sa mémoire.

## Publications
- Die Politik Pommerns während des 30jährigen Krieges. Hirzel, Leipzig 1896.
- Der Adel und der adlige Grundbesitz in Polnisch-Preußen zur Zeit der preußischen Besitzergreifung. Nach Auszügen aus den Vasallenlisten und Grundbüchern. Leipzig 1911 (Digitalisat).
- Die Behördenverfassung der Rheinprovinz seit 1815. (= Publikationen der Société d'histoire rhénane, 35), Droste Verlag, Düsseldorf 1998 (Zweiter Nachdruck der Ausgabe Bonn 1919),  (ISBN 3-7700-7600-1), S. 254, 292.
- Aus der Geschichte der Stadt Koblenz: 1814–1914. Koblenz 1922.
- Osnabrücker Urkundenbuch. Hrsg. gemeinsam mit Friedrich Philippi im Association pour l'histoire et la géographie d'Osnabrück (de), Osnabrück 1892–1902.